# جوزيف ريفيير
جوزيف ريفيير (بالفرنسية: Joseph Rivière)‏ هو نحات فرنسي، ولد في 5 أبريل 1912 في تور في فرنسا، وتوفي في 14 فبراير 1961.

## وصلات خارجية
- جوزيف ريفيير على موقع أوليمبيديا (الإنجليزية)